# Врела Пештерице
42° 59′ 33″ С; 22° 37′ 35″ И / 42.9925° С; 22.6265° И
Врела Пештерице су једна од многобројних дубинских крашких извора у кршу Источне Србије, на левој долинској страни реке Јерме. Аминистративно припада Општини Пирот и Пиротском управном округу.

## Географске одлике
Врела Пештерице избијају из најнижих канала пећине Ветрена дупка у околина сала Власи на 430 m н.в, на левој долинској страни реке Јерме.
Постоји и периодско врело које се налази на око двадесет метара већој надморској висини и које издаје воду сваког пролећа и јесени. Изнад периодског врела налази се главни отвор Ветрене дупке из кога изузетно ретко избија вода.
Хидролошка активност Велике Дупке је врло сложена и пре свега зависи од режима воде у Беровичком пољу. У пећинском систему постоје три хидролошки различита дела: доњи суви део пећине, горњи део ходника са периодским током и понорска зона са сталним током. Кроз Ветрену Дупку протиче ток Беровичке реке. За време ниских вода, ток користи само најниже пећинске канале, а при средњем стању активни су сви понори, осим гротла Пештерице и горњег дела пећине, све до сифонског језера. Током изузетно високих вода Пештерица се активира као понор и тада вода испуњава све канале, сем највиших у доњем делу пећине.
Минимална издашност главног врела је око 35 l/s, а максимална издашност главног и периодског врела, крајем пролећа, износи око 3,5 m³/s. У том периоду вода је мутна и није за употребу.